# Tschusch
Tschusch (weiblich Tschuschin, in Oberösterreich und Salzburg Tschutsch) ist im österreichischen Deutsch eine umgangssprachliche und abwertende Bezeichnung für einen Angehörigen eines südosteuropäischen oder orientalischen Volkes. Manchmal wird der Begriff auch für andere ethnische Gruppen verwendet.

## Etymologie
Über die Herkunft des Wortes gibt es mehrere Theorien:
- Dem Wörterbuch der bairischen Mundarten in Österreich zufolge leitet sich der Begriff von čuješ (ausgesprochen: ‚tschujesch‘; bosnisch/kroatisch/serbisch Präsens, 2. Person Singular des Verbs čuti (hören): „hörst“ bzw. Wienerisch heast) ab. Die Verwendung kam etwa von 1860 bis 1880 auf, als sich südslawische Arbeiter bei den Bauarbeiten der Südbahnstrecke dieses Wort vermehrt zuriefen.
- Eine andere Theorie, welche von Herbert Michner stammt, besagt, dass sich das Wort von der serbokroatischen Interjektion ćuš (ausgesprochen: ‚tjusch‘) herleitet, mit der früher Lasttiere angetrieben wurden. Dieser Ausruf habe sich dann auch als Bezeichnung für die Lasttreiber durchgesetzt. Im Zuge der Okkupation Bosnien und Herzegowinas durch Österreich-Ungarn 1878 sei dann diese Bezeichnung für die neue Volksgruppe verwendet worden.[3]
- Der Wiener Wirtschaftshistoriker und Slawist Wolfgang Rohrbach ortet den Ursprung des Wortes im Umfeld der Habsburger Militärgrenze (Krajina).[4] Das slowenische Schimpfwort čúš entspricht dem deutschen „Tschusch“ und wird vom türkischen Wort çavuş (Unteroffizier, deutsch „Tschausch“) abgeleitet.[5] „Tschauschen“ waren ursprünglich Herolde bzw. Hofbeamte des Sultans.[6] Das Wort war in den von Osmanen eroberten südslawischen Gebieten weit verbreitet und hat in der Folklore die Bedeutung „Hochzeitsbitter“ angenommen.[7] In Deutsch-Ostafrika wurden farbige Unteroffiziere der Schutz- und Polizeitruppe „Tschauschen“ genannt.[8]

## Beispiele
Der Begriff Tschusch ist ein Merkmal der österreichischen Kultur beziehungsweise Alltagskultur und wurde in mehreren Werken thematisiert:
- In der satirischen Doppelconférence Travnicek im Urlaub von Carl Merz und Helmut Qualtinger (1958, gesprochen von Gerhard Bronner und Helmut Qualtinger) „raunzt“ der mürrische und zynische Wiener Trávníček über seinen Jugoslawien-Urlaub, unter anderem weil er sich mit den dort lebenden „Tschuschen“ nicht habe unterhalten können. Auch im Stück Travnicek und das neue Wien wird der Begriff erwähnt.[9]
- Um der beginnenden Fremdenfeindlichkeit gegen Gastarbeiter in der Zeit der ersten Ölkrise entgegenzuwirken, wurden 1973 in Österreich – im Rahmen einer privaten Kampagne – Plakate affichiert, die einen Buben in der Lederhose zeigten, der zu einem offenkundig südländischen Menschen aufblickt, mit folgendem Text:[10][11]

„I haaß Kolarić
du haaßt Kolarić
Warum sogns’ zu dir Tschusch?“
(Ich heiße Kolarić, du heißt Kolarić. Warum sagen sie zu dir Tschusch?)
Das Plakat thematisiert den Umstand, dass auch altösterreichisch assimilierte bzw. akkulturierte Österreicher slawischer Herkunft ihre kürzlich zugewanderten Mitbürger abwertend als „Tschuschen“ bezeichnen. Diese Beobachtung wird aus dem Blickwinkel eines Kindes als widersprüchlich dargestellt.
- Rainhard Fendrich besingt 1983 in Alte Helden von der LP Auf und davon einen „klanen Bua“, der so wie sein Vater, der ihm von den vergangenen Zeiten vorschwärmt, werden will („Der Vater glänzt vor Stolz und erklärt, dass alles anders gwesen ist“). Der Junge wird größer und möchte ein Held, wie sein Vater, werden. „Seine Freunde denken ganz genau wie er. Für Heimatland und reines Blut fallns wie verrückt über die Tschuschn her.“
- Im Lied Drago der österreichischen Band S.T.S. taucht das Wort Tschusch auf: „Es brauchn nur drei Menschen zamman kumman und schon is aaner da Tschusch, da Jud oder da Neger.“ (Es müssen nur drei Menschen zusammenkommen und schon ist einer der Tschusch, der Jude oder der Neger.) Auch im Lied Das neue Vaterland findet das Wort Verwendung: „Er ist bereit zum Tschuschen jagen, bereit zum Leit daschlagen, bereit fürs neue Vaterland“. Es ist zu beachten, dass es sich bei beiden Liedern um Werke gegen Fremdenfeindlichkeit handelt.
- Lukas Resetarits’ berühmter Sketch Tschusch-Tschusch erschien erstmals 1983 auf dem Album Werwolfromantik der Gruppe Drahdiwaberl. Er setzt sich satirisch mit Vorurteilen „echter Wiener“ gegenüber jugoslawischen und türkischen „Tschuschen“ auseinander.
- Im Tiefbau sind viele Arbeitsmigranten beschäftigt und so singt Wolfgang Ambros im 1975 erschienenen Lied De Kinettn wo i schlof (Die Künette, in der ich schlafe): „De Tschuschen kumman und i muaß mi schleichn, sonst zagns mi an!“ (Die Tschuschen kommen und ich muss weggehen, weil sie mich sonst anzeigen.)
- Unter der Regie von Diagonale07-Gewinner Jakob M. Erwa drehte der ORF ab August 2007 eine fünfteilige Miniserie namens tschuschen:power über junge Wiener ausländischer Abstammung.[12] Die Miniserie wurde zum Monatswechsel März/April 2009 ausgestrahlt, die Einschaltquoten waren jedoch für den Sender enttäuschend.[13]
- Auch die ehemalige österreichische Hip-Hop-Band Schönheitsfehler verarbeitet das Thema Tschuschen im Lied Ich dran (vom Album Broj Jedan). Hier geht es um die Kinder der 2. und 3. Generation von Einwanderern in Österreich. Der Frontman Milo (Milan Šimić) ist selbst kroatischer Abstammung. In diesem Lied findet sich unter anderem das Wort „Tschuschen“ aus der oben erwähnten Qualtinger-Aufführung als Sample und Remix.
- Die türkisch-österreichische Hip-Hop-Band EsRap thematisiert das Wort in ihrem Lied Der Tschusch ist da[14]
- Bereits in der Propaganda anlässlich der Volksabstimmung 1920 in Kärnten wurden auf Flugblättern die Serben, in bewusster Abgrenzung zu den ethnischen Slowenen in Kärnten, als „Tschuschen“ bezeichnet.
- Im Film Die Migrantigen sagt ein Kunde zum Leiter einer Werbeagentur nach der Ablehnung von dessen Entwürfen, er habe sich von ihm etwas „Tschuschenhafteres“ erwartet.